# Llista de monuments del districte de Millau
Llista de monuments del districte de Millau (Avairon) registrats com a monuments històrics, bé catalogats d'interès nacional (classé) o bé inventariats d'interès regional (inscrit).
| Monument                                                                | Prot. | Època           | Localització                                                     | Coordenades                                          | Codi?      | Imatge |
| ----------------------------------------------------------------------- | ----- | --------------- | ---------------------------------------------------------------- | ---------------------------------------------------- | ---------- | --- |
| Antiga abadia                                                           | Cat.  | 1520            | Bèlmont de Rance                                                 | 43° 49′ 01″ N, 2° 45′ 17″ E / 43.816899°N,2.754736°E | PA00093964 | Antiga abadia · Vegeu més fotos d'aquest monument · Carregueu una nova foto d'aquest monument                                                           |
| Oratori                                                                 | Inv.  |                 | Brossa del Castèl cementiri                                      | 43° 59′ 56″ N, 2° 37′ 16″ E / 43.9989°N,2.621°E      | PA00093978 | Oratori · Vegeu més fotos d'aquest monument · Carregueu una nova foto d'aquest monument                                                                 |
| Vell pont gòtic sobre l'Alrance                                         | Inv.  |                 | Brossa del Castèl                                                | 43° 59′ 51″ N, 2° 37′ 29″ E / 43.997492°N,2.624595°E | PA00093979 | Vell pont gòtic sobre l'Alrance · Vegeu més fotos d'aquest monument · Carregueu una nova foto d'aquest monument                                         |
| Església Saint-Jacques-le-Majeur                                        | Inv.  |                 | Brossa del Castèl                                                | 43° 59′ 50″ N, 2° 37′ 27″ E / 43.99728°N,2.624029°E  | PA00093977 | Església Saint-Jacques-le-Majeur · Vegeu més fotos d'aquest monument · Carregueu una nova foto d'aquest monument                                        |
| Castell                                                                 | Cat.  | Segles XII-XVI  | Brossa del Castèl                                                | 43° 59′ 48″ N, 2° 37′ 30″ E / 43.99667°N,2.625°E     | PA00093976 | Castell · Vegeu més fotos d'aquest monument · Carregueu una nova foto d'aquest monument                                                                 |
| Dolmen                                                                  | Cat.  |                 | Busens                                                           | 44° 22′ 17″ N, 2° 55′ 56″ E / 44.3713°N,2.9321°E     | PA00093981 | Dolmen · Modifica el valor a Wikidata · Carregueu una nova foto d'aquest monument                                                                       |
| Dolmen                                                                  | Cat.  |                 | Busens Galitorte                                                 | 44° 22′ 39″ N, 2° 59′ 13″ E / 44.3775°N,2.9869°E     | PA00093980 | Dolmen · Vegeu més fotos d'aquest monument · Carregueu una nova foto d'aquest monument                                                                  |
| Església de Canac                                                       | Cat.  |                 | Campanhac                                                        | 44° 24′ 19″ N, 3° 04′ 34″ E / 44.405193°N,3.076248°E | PA00093986 | Església de Canac · Vegeu més fotos d'aquest monument · Carregueu una nova foto d'aquest monument                                                       |
| Antic priorat Saint-Michel                                              | Cat.  |                 | Castèlnòu de Leveson                                             | 44° 07′ 48″ N, 2° 56′ 00″ E / 44.129903°N,2.933283°E | PA00093993 | Antic priorat Saint-Michel · Vegeu més fotos d'aquest monument · Carregueu una nova foto d'aquest monument                                              |
| Església Saint-Pierre                                                   | Cat.  |                 | Castèlnòu de Leveson                                             | 44° 07′ 48″ N, 2° 56′ 05″ E / 44.129907°N,2.934709°E | PA00093992 | Església Saint-Pierre · Vegeu més fotos d'aquest monument · Carregueu una nova foto d'aquest monument                                                   |
| Castell                                                                 | Inv.  | Segles XI-XVIII | Castèlnòu de Leveson                                             | 44° 07′ 46″ N, 2° 55′ 57″ E / 44.129463°N,2.93252°E  | PA00093991 | Castell · Vegeu més fotos d'aquest monument · Carregueu una nova foto d'aquest monument                                                                 |
| Xarxa hidràulica medieval                                               | Inv.  |                 | Castèlnòu de Leveson le Ravin du Pré Monsieur; Castelnau village | 44° 07′ 47″ N, 2° 55′ 53″ E / 44.129658°N,2.9315°E   | PA12000005 | Xarxa hidràulica medieval · Vegeu més fotos d'aquest monument · Carregueu una nova foto d'aquest monument                                               |
| Dolmen de la Fabière                                                    | Cat.  |                 | La Cavalariá la Fabière                                          | 44° 01′ 04″ N, 3° 09′ 25″ E / 44.01786°N,3.156806°E  | PA00093995 | Dolmen de la Fabière · Vegeu més fotos d'aquest monument · Carregueu una nova foto d'aquest monument                                                    |
| Fortificacions                                                          | Inv.  |                 | La Cavalariá                                                     | 44° 00′ 32″ N, 3° 09′ 28″ E / 44.008907°N,3.157716°E | PA12000014 | Fortificacions · Vegeu més fotos d'aquest monument · Carregueu una nova foto d'aquest monument                                                          |
| Antigues muralles                                                       | Cat.  | Segles XII-XV   | La Cobertoirada                                                  | 43° 54′ 46″ N, 3° 18′ 59″ E / 43.912881°N,3.316438°E | PA00094009 | Antigues muralles · Carregueu una nova foto d'aquest monument                                                                                           |
| Presbiteri                                                              | Cat.  |                 | La Cobertoirada                                                  | 43° 54′ 50″ N, 3° 19′ 02″ E / 43.9139°N,3.3172°E     | PA00094008 | Presbiteri · Vegeu més fotos d'aquest monument · Carregueu una nova foto d'aquest monument                                                              |
| Casa adossada al front nord de les muralles                             | Inv.  |                 | La Cobertoirada                                                  | 43° 54′ 46″ N, 3° 19′ 01″ E / 43.91272°N,3.31706°E   | PA00094007 | Casa adossada al front nord de les muralles · Vegeu més fotos d'aquest monument · Carregueu una nova foto d'aquest monument                             |
| Església i antic cementiri                                              | Cat.  |                 | La Cobertoirada                                                  | 43° 54′ 46″ N, 3° 19′ 03″ E / 43.912639°N,3.317589°E | PA00094006 | Església i antic cementiri · Vegeu més fotos d'aquest monument · Carregueu una nova foto d'aquest monument                                              |
| Torre de l'homenatge i restes del castell                               | Cat.  |                 | La Cobertoirada                                                  | 43° 54′ 45″ N, 3° 19′ 03″ E / 43.912388°N,3.317605°E | PA00094005 | Torre de l'homenatge i restes del castell · Vegeu més fotos d'aquest monument · Carregueu una nova foto d'aquest monument                               |
| Església                                                                | Inv.  | 1393            | Combret                                                          | 43° 50′ 34″ N, 2° 40′ 28″ E / 43.84284°N,2.674477°E  | PA00093997 | Església · Vegeu més fotos d'aquest monument · Carregueu una nova foto d'aquest monument                                                                |
| Llotja                                                                  | Cat.  |                 | Combret                                                          | 43° 50′ 30″ N, 2° 40′ 23″ E / 43.8417°N,2.673°E      | PA12000033 | Llotja · Vegeu més fotos d'aquest monument · Carregueu una nova foto d'aquest monument                                                                  |
| Església de Peyre                                                       | Inv.  |                 | Comprenhac                                                       | 44° 05′ 30″ N, 3° 00′ 01″ E / 44.0918°N,3.0003°E     | PA00093998 | Església de Peyre · Vegeu més fotos d'aquest monument · Carregueu una nova foto d'aquest monument                                                       |
| Casa                                                                    | Inv.  | Segle XVI       | Copiac place du Centre; rue Basse-du-Télon                       | 43° 57′ 13″ N, 2° 34′ 53″ E / 43.9535°N,2.5815°E     | PA00094004 | Casa · Carregueu una nova foto d'aquest monument |
| Castell                                                                 | Inv.  | Segle XIII      | Copiac                                                           | 43° 57′ 15″ N, 2° 34′ 53″ E / 43.954167°N,2.581389°E | PA00094003 | Castell · Vegeu més fotos d'aquest monument · Carregueu una nova foto d'aquest monument                                                                 |
| Granja de Bel-Air                                                       | Inv.  |                 | Creissèls                                                        | 44° 03′ 37″ N, 3° 02′ 04″ E / 44.0602°N,3.0345°E     | PA00132659 | Granja de Bel-Air · Vegeu més fotos d'aquest monument · Carregueu una nova foto d'aquest monument                                                       |
| Antiga església Saint-Martin                                            | Cat.  |                 | La Cressa Hameau de Pinet                                        | 44° 11′ 23″ N, 3° 08′ 38″ E / 44.189636°N,3.14379°E  | PA00094010 | Antiga església Saint-Martin · Vegeu més fotos d'aquest monument · Carregueu una nova foto d'aquest monument                                            |
| Pou Renaissance                                                         | Cat.  |                 | Faiet                                                            | 43° 48′ 11″ N, 2° 56′ 28″ E / 43.803°N,2.941°E       | PA00094025 | Pou Renaissance · Vegeu més fotos d'aquest monument · Carregueu una nova foto d'aquest monument                                                         |
| Castell de la Roque                                                     | Inv.  | 1577            | Faiet                                                            | 43° 48′ 11″ N, 2° 56′ 27″ E / 43.8031°N,2.9408°E     | PA12000031 | Castell de la Roque · Vegeu més fotos d'aquest monument · Carregueu una nova foto d'aquest monument                                                     |
| Pont vell de Saint-Maurice-de-Sorgues                                   | Inv.  | 1723-1724       | Fondamenta                                                       | 43° 51′ 54″ N, 3° 04′ 35″ E / 43.864915°N,3.07652°E  | PA00094029 | Pont vell de Saint-Maurice-de-Sorgues · Vegeu més fotos d'aquest monument · Carregueu una nova foto d'aquest monument                                   |
| Castell de Montaigut                                                    | Inv.  | Segles XII-XV   | Gissac                                                           | 43° 53′ 09″ N, 2° 52′ 48″ E / 43.885833°N,2.88°E     | PA00094035 | Castell de Montaigut · Vegeu més fotos d'aquest monument · Carregueu una nova foto d'aquest monument                                                    |
| Església                                                                | Inv.  |                 | Martrinh                                                         | 43° 56′ 19″ N, 2° 37′ 09″ E / 43.9386°N,2.6191°E     | PA00094058 | Església · Vegeu més fotos d'aquest monument · Carregueu una nova foto d'aquest monument                                                                |
| Hôtel de Sambucy                                                        | Cat.  |                 | Millau 20, 22, 24 boulevard de l'Ayrolle                         | 44° 05′ 52″ N, 3° 04′ 34″ E / 44.097679°N,3.076167°E | PA00094063 | Hôtel de Sambucy · Vegeu més fotos d'aquest monument · Carregueu una nova foto d'aquest monument                                                        |
| Antic hôtel de Galy                                                     | Inv.  | Segle XI        | Millau place Emma-Calvé; rue Droite                              | 44° 05′ 52″ N, 3° 04′ 44″ E / 44.097887°N,3.078833°E | PA00094062 | Antic hôtel de Galy · Carregueu una nova foto d'aquest monument                                                                                         |
| Llotja                                                                  | Inv.  |                 | Millau place des Halles                                          | 44° 05′ 54″ N, 3° 04′ 46″ E / 44.098223°N,3.079578°E | PA00094061 | Llotja · Vegeu més fotos d'aquest monument · Carregueu una nova foto d'aquest monument                                                                  |
| Antic hôtel de Sambucy de Miers                                         | Inv.  |                 | Millau 3 rue Saint-Antoine                                       | 44° 05′ 50″ N, 3° 04′ 52″ E / 44.097259°N,3.081053°E | PA12000017 | Antic hôtel de Sambucy de Miers · Vegeu més fotos d'aquest monument · Carregueu una nova foto d'aquest monument                                         |
| Zona arqueològica del dolmen 3 de Saint-Martin-du-Larzac                | Inv.  |                 | Millau                                                           | 44° 04′ 36″ N, 3° 10′ 05″ E / 44.0768°N,3.1681°E     | PA12000015 | Zona arqueològica del dolmen 3 de Saint-Martin-du-Larzac · Vegeu més fotos d'aquest monument · Carregueu una nova foto d'aquest monument                |
| Torre del Beffroi                                                       | Cat.  |                 | Millau                                                           | 44° 05′ 53″ N, 3° 04′ 44″ E / 44.098003°N,3.078905°E | PA00094066 | Torre del Beffroi · Vegeu més fotos d'aquest monument · Carregueu una nova foto d'aquest monument                                                       |
| Pont-Vieux                                                              | Cat.  | Segle XI        | Millau                                                           | 44° 05′ 37″ N, 3° 04′ 30″ E / 44.093519°N,3.07511°E  | PA00094065 | Pont-Vieux · Vegeu més fotos d'aquest monument · Carregueu una nova foto d'aquest monument                                                              |
| Safareig de l'Ayrolle                                                   | Cat.  | 1749            | Millau                                                           | 44° 05′ 47″ N, 3° 04′ 35″ E / 44.096439°N,3.076282°E | PA00094064 | Safareig de l'Ayrolle · Vegeu més fotos d'aquest monument · Carregueu una nova foto d'aquest monument                                                   |
| Zona arqueològica de la Graufesenque                                    | Cat.  |                 | Millau                                                           | 44° 05′ 47″ N, 3° 05′ 34″ E / 44.096319°N,3.092737°E | PA00094060 | Zona arqueològica de la Graufesenque · Carregueu una nova foto d'aquest monument                                                                        |
| Església Notre-Dame de l'Espinasse                                      | Cat.  |                 | Millau                                                           | 44° 05′ 53″ N, 3° 04′ 53″ E / 44.0981°N,3.0813°E     | PA00094059 | Església Notre-Dame de l'Espinasse · Vegeu més fotos d'aquest monument · Carregueu una nova foto d'aquest monument                                      |
| Castell de Falgous                                                      | Inv.  | Segle XVIII     | Monés e Proencós                                                 | 43° 47′ 56″ N, 2° 50′ 32″ E / 43.7988°N,2.8422°E     | PA00132661 | Castell de Falgous · Carregueu una nova foto d'aquest monument                                                                                          |
| Maison Bermont                                                          | Inv.  |                 | Montjòus                                                         | 44° 06′ 09″ N, 2° 54′ 20″ E / 44.102454°N,2.905625°E | PA00094070 | Maison Bermont · Vegeu més fotos d'aquest monument · Carregueu una nova foto d'aquest monument                                                          |
| Església Saint-Quirinus                                                 | Cat.  |                 | Montjòus                                                         | 44° 06′ 07″ N, 2° 54′ 27″ E / 44.102063°N,2.907553°E | PA00094069 | Església Saint-Quirinus · Carregueu una nova foto d'aquest monument                                                                                     |
| Dolmen del Puech                                                        | Cat.  |                 | Montjòus Concoules                                               | 44° 04′ 39″ N, 2° 53′ 45″ E / 44.077549°N,2.89591°E  | PA00094068 | Carregueu una nova foto d'aquest monument |
| Castell                                                                 | Inv.  | 1492            | Montjòus                                                         | 44° 06′ 07″ N, 2° 53′ 56″ E / 44.101982°N,2.898992°E | PA00094067 | Castell · Vegeu més fotos d'aquest monument · Carregueu una nova foto d'aquest monument                                                                 |
| Església de Liaucous                                                    | Cat.  |                 | Mostuèjols                                                       | 44° 12′ 09″ N, 3° 11′ 40″ E / 44.202629°N,3.19445°E  | PA00094076 | Església de Liaucous · Vegeu més fotos d'aquest monument · Carregueu una nova foto d'aquest monument                                                    |
| Església Notre-Dame des Champs                                          | Cat.  |                 | Mostuèjols                                                       | 44° 11′ 56″ N, 3° 10′ 47″ E / 44.198847°N,3.179716°E | PA00094075 | Església Notre-Dame des Champs · Vegeu més fotos d'aquest monument · Carregueu una nova foto d'aquest monument                                          |
| Castell                                                                 | Inv.  |                 | Mostuèjols                                                       | 44° 12′ 14″ N, 3° 11′ 02″ E / 44.203864°N,3.183777°E | PA00094074 | Castell · Modifica el valor a Wikidata · Carregueu una nova foto d'aquest monument                                                                      |
| Antic hôtel Ayrolle des Angles, actualment casa de la vila              | Inv.  |                 | Nant 1 place du Claux                                            | 44° 01′ 22″ N, 3° 18′ 05″ E / 44.022848°N,3.301359°E | PA12000043 | Antic hôtel Ayrolle des Angles, actualment casa de la vila · Carregueu una nova foto d'aquest monument                                                  |
| Església Saint-Michel de Rouviac                                        | Inv.  |                 | Nant                                                             | 44° 00′ 39″ N, 3° 19′ 20″ E / 44.010963°N,3.32213°E  | PA12000042 | Església Saint-Michel de Rouviac · Modifica el valor a Wikidata · Carregueu una nova foto d'aquest monument                                             |
| Pont sobre la Dourbie                                                   | Inv.  |                 | Nant                                                             | 44° 01′ 22″ N, 3° 18′ 16″ E / 44.022915°N,3.304347°E | PA00094091 | Pont sobre la Dourbie · Carregueu una nova foto d'aquest monument                                                                                       |
| Llotja                                                                  | Inv.  |                 | Nant                                                             | 44° 01′ 22″ N, 3° 18′ 04″ E / 44.022643°N,3.301123°E | PA00094090 | Llotja · Vegeu més fotos d'aquest monument · Carregueu una nova foto d'aquest monument                                                                  |
| Església Saint-Pierre                                                   | Cat.  |                 | Nant                                                             | 44° 01′ 18″ N, 3° 18′ 04″ E / 44.021741°N,3.301208°E | PA00094089 | Església Saint-Pierre · Vegeu més fotos d'aquest monument · Carregueu una nova foto d'aquest monument                                                   |
| Antiga església Sainte-Marie-des-Cuns                                   | Cat.  |                 | Nant les Cuns                                                    | 44° 02′ 16″ N, 3° 17′ 26″ E / 44.037764°N,3.29045°E  | PA00094088 | Antiga església Sainte-Marie-des-Cuns · Vegeu més fotos d'aquest monument · Carregueu una nova foto d'aquest monument                                   |
| Antiga capella de Saint-Martin-du-Vigan                                 | Inv.  |                 | Nant                                                             | 44° 01′ 06″ N, 3° 17′ 32″ E / 44.018275°N,3.292098°E | PA00094087 | Antiga capella de Saint-Martin-du-Vigan · Carregueu una nova foto d'aquest monument                                                                     |
| Església                                                                | Inv.  | Segle xix       | La Panosa                                                        | 44° 20′ 07″ N, 3° 01′ 52″ E / 44.3352°N,3.0311°E     | PA00094044 | Església · Vegeu més fotos d'aquest monument · Carregueu una nova foto d'aquest monument                                                                |
| Castell de Loupiac                                                      | Inv.  | Segle XVI       | La Panosa                                                        | 44° 20′ 37″ N, 3° 01′ 06″ E / 44.3435°N,3.0182°E     | PA00094043 | Castell de Loupiac · Vegeu més fotos d'aquest monument · Carregueu una nova foto d'aquest monument                                                      |
| Castell de Triadou                                                      | Inv.  | Segle XVI       | Peiralèu                                                         | 44° 11′ 17″ N, 3° 12′ 23″ E / 44.18809°N,3.206352°E  | PA00094097 | Castell de Triadou · Vegeu més fotos d'aquest monument · Carregueu una nova foto d'aquest monument                                                      |
| Església                                                                | Cat.  |                 | Plasença                                                         | 43° 55′ 34″ N, 2° 32′ 50″ E / 43.9261°N,2.5473°E     | PA00094101 | Església · Vegeu més fotos d'aquest monument · Carregueu una nova foto d'aquest monument                                                                |
| Creu de pedra                                                           | Cat.  |                 | Plasença                                                         | 43° 55′ 34″ N, 2° 32′ 49″ E / 43.9262°N,2.5469°E     | PA00094100 | Creu de pedra · Vegeu més fotos d'aquest monument · Carregueu una nova foto d'aquest monument                                                           |
| Font                                                                    | Inv.  |                 | Postòmis rue de la Fontaine                                      | 43° 51′ 29″ N, 2° 36′ 41″ E / 43.8581°N,2.611272°E   | PA00094104 | Carregueu una nova foto d'aquest monument |
| Castell de Recolas                                                      | Inv.  |                 | Recolas e Previnquièiras                                         | 44° 20′ 22″ N, 2° 58′ 07″ E / 44.33944°N,2.96861°E   | PA12000023 | Castell de Recolas · Carregueu una nova foto d'aquest monument                                                                                          |
| Castell del Méjanel                                                     | Inv.  |                 | Recolas e Previnquièiras Le Méjanel                              | 44° 19′ 11″ N, 2° 58′ 12″ E / 44.319776°N,2.96993°E  | PA00094246 | Castell del Méjanel · Vegeu més fotos d'aquest monument · Carregueu una nova foto d'aquest monument                                                     |
| Castell de Peyrelade                                                    | Inv.  |                 | Ribièira de Tarn                                                 | 44° 11′ 43″ N, 3° 08′ 52″ E / 44.19528°N,3.14778°E   | PA12000012 | Castell de Peyrelade · Vegeu més fotos d'aquest monument · Carregueu una nova foto d'aquest monument                                                    |
| Església Notre-Dame-des-Treilles                                        | Inv.  |                 | La Ròca                                                          | 44° 06′ 31″ N, 3° 15′ 38″ E / 44.10859°N,3.26055°E   | PA00094134 | Església Notre-Dame-des-Treilles · Carregueu una nova foto d'aquest monument                                                                            |
| Casa del segle xv                                                       | Inv.  | Segle XV        | Las Salas de Curanh                                              | 44° 10′ 58″ N, 2° 47′ 12″ E / 44.182677°N,2.786736°E | PA00094172 | Casa del segle xv · Vegeu més fotos d'aquest monument · Carregueu una nova foto d'aquest monument                                                       |
| Església                                                                | Inv.  |                 | Las Salas de Curanh                                              | 44° 10′ 58″ N, 2° 47′ 13″ E / 44.182799°N,2.786875°E | PA00094171 | Església · Vegeu més fotos d'aquest monument · Carregueu una nova foto d'aquest monument                                                                |
| Castell de Larguiès                                                     | Inv.  |                 | Las Salas de Curanh                                              | 44° 11′ 37″ N, 2° 48′ 02″ E / 44.193729°N,2.800602°E | PA00094170 | Carregueu una nova foto d'aquest monument |
| Antic castell                                                           | Cat.  |                 | Las Salas de Curanh                                              | 44° 10′ 58″ N, 2° 47′ 17″ E / 44.182688°N,2.788066°E | PA00094169 | Antic castell · Vegeu més fotos d'aquest monument · Carregueu una nova foto d'aquest monument                                                           |
| Molí de pedra de Savignac                                               | Inv.  |                 | Sant Africa le Séverac                                           | 43° 58′ 08″ N, 2° 49′ 37″ E / 43.9688°N,2.8269°E     | PA00094138 | Carregueu una nova foto d'aquest monument |
| Pont                                                                    | Cat.  |                 | Sant Africa                                                      | 43° 57′ 25″ N, 2° 53′ 08″ E / 43.956885°N,2.88556°E  | PA00094137 | Pont · Vegeu més fotos d'aquest monument · Carregueu una nova foto d'aquest monument                                                                    |
| Dolmen de Tièrgues                                                      | Cat.  |                 | Sant Africa Larcoule Las Couses                                  | 43° 59′ 48″ N, 2° 55′ 24″ E / 43.99672°N,2.923387°E  | PA00094136 | Dolmen de Tièrgues · Vegeu més fotos d'aquest monument · Carregueu una nova foto d'aquest monument                                                      |
| Castell de Mas Rougier                                                  | Inv.  | Segle XIV       | Sant Africa                                                      | 44° 00′ 02″ N, 2° 56′ 41″ E / 44.000544°N,2.944711°E | PA00094135 | Castell de Mas Rougier · Vegeu més fotos d'aquest monument · Carregueu una nova foto d'aquest monument                                                  |
| Pont franquejant la Sòrga                                               | Inv.  |                 | Sant Faliç de Sòrga C.I.C. 16                                    | 43° 52′ 54″ N, 2° 59′ 08″ E / 43.88158°N,2.985645°E  | PA00094150 | Pont franquejant la Sòrga · Vegeu més fotos d'aquest monument · Carregueu una nova foto d'aquest monument                                               |
| Zona arqueològica del dolmen de la Baldare                              | Inv.  |                 | Sant Leons                                                       | 44° 13′ 00″ N, 2° 58′ 22″ E / 44.2167°N,2.97266°E    | PA00132664 | Zona arqueològica del dolmen de la Baldare · Modifica el valor a Wikidata · Carregueu una nova foto d'aquest monument                                   |
| Església                                                                | Inv.  |                 | Santa Aulària de Sarnon                                          | 43° 58′ 57″ N, 3° 08′ 07″ E / 43.982568°N,3.135139°E | PA00094147 | Església · Vegeu més fotos d'aquest monument · Carregueu una nova foto d'aquest monument                                                                |
| Antic castell dels Templers, antiga comanda dels Hospitaliers           | Cat.  |                 | Santa Aulària de Sarnon                                          | 43° 58′ 57″ N, 3° 08′ 09″ E / 43.982461°N,3.135794°E | PA00094146 | Antic castell dels Templers, antiga comanda dels Hospitaliers · Vegeu més fotos d'aquest monument · Carregueu una nova foto d'aquest monument           |
| Església de Saint-Etienne de Viauresque                                 | Cat.  |                 | Segur Saint-Etienne-de-Viauresque                                | 44° 17′ 17″ N, 2° 52′ 21″ E / 44.288048°N,2.872599°E | PA00094184 | Església de Saint-Etienne de Viauresque · Vegeu més fotos d'aquest monument · Carregueu una nova foto d'aquest monument                                 |
| Església de Saint-Agnan                                                 | Cat.  |                 | Segur Saint-Agnan                                                | 44° 18′ 32″ N, 2° 50′ 15″ E / 44.308778°N,2.837537°E | PA00094183 | Església de Saint-Agnan · Vegeu més fotos d'aquest monument · Carregueu una nova foto d'aquest monument                                                 |
| Dues creus de pedra                                                     | Cat.  |                 | Segur Saint-Etienne-de-Viauresque                                | 44° 17′ 16″ N, 2° 52′ 22″ E / 44.287762°N,2.872863°E | PA00094182 | Carregueu una nova foto d'aquest monument |
| Església de Sent Adornin                                                | Cat.  |                 | Sent Adornin de Lenna                                            | 44° 25′ 21″ N, 3° 01′ 04″ E / 44.422514°N,3.017702°E | PA00094164 | Església de Sent Adornin · Vegeu més fotos d'aquest monument · Carregueu una nova foto d'aquest monument                                                |
| Castell de Saint-Beauzély, actualment museu d'art i de tradició popular | Inv.  | Segle XVII      | Sent Bausèli                                                     | 44° 09′ 51″ N, 2° 57′ 28″ E / 44.164277°N,2.95785°E  | PA12000013 | Castell de Saint-Beauzély, actualment museu d'art i de tradició popular · Vegeu més fotos d'aquest monument · Carregueu una nova foto d'aquest monument |
| Antiga església Saint-Jacques de Salsac                                 | Inv.  | Segles XI-XII   | Sent Bausèli Salsac                                              | 44° 10′ 36″ N, 2° 58′ 34″ E / 44.176623°N,2.976092°E | PA00135445 | Carregueu una nova foto d'aquest monument |
| Santuaris antics dels Basiols                                           | Inv.  | Gal·loromà      | Sent Bausèli                                                     | 44° 10′ 46″ N, 2° 54′ 57″ E / 44.17935°N,2.9158°E    | PA00094259 | Santuaris antics dels Basiols · Modifica el valor a Wikidata · Carregueu una nova foto d'aquest monument                                                |
| Antic priorat de Comberoumal                                            | Inv.  |                 | Sent Bausèli                                                     | 44° 10′ 02″ N, 2° 56′ 32″ E / 44.167183°N,2.942319°E | PA00094139 | Antic priorat de Comberoumal · Vegeu més fotos d'aquest monument · Carregueu una nova foto d'aquest monument                                            |
| Castell                                                                 | Cat.  |                 | Sent Esèri                                                       | 43° 58′ 31″ N, 2° 43′ 10″ E / 43.97528°N,2.71944°E   | PA00094237 | Castell · Vegeu més fotos d'aquest monument · Carregueu una nova foto d'aquest monument                                                                 |
| Domaine de la Vialette                                                  | Inv.  |                 | Sent Joan e Sent Paul La Vialette                                | 43° 56′ 02″ N, 3° 04′ 50″ E / 43.933799°N,3.08046°E  | PA00094160 | Carregueu una nova foto d'aquest monument |
| Capella de Luzençon                                                     | Inv.  |                 | Sent Jòrdi                                                       | 44° 03′ 56″ N, 2° 58′ 09″ E / 44.06544°N,2.969242°E  | PA12000002 | Capella de Luzençon · Vegeu més fotos d'aquest monument · Carregueu una nova foto d'aquest monument                                                     |
| Granja fortificada de les Brouzes                                       | Cat.  |                 | Sent Jòrdi les Brouzes du Larzac                                 | 44° 02′ 04″ N, 3° 02′ 50″ E / 44.034424°N,3.04733°E  | PA00094159 | Granja fortificada de les Brouzes · Vegeu més fotos d'aquest monument · Carregueu una nova foto d'aquest monument                                       |
| Castell de Saint-Geniez de Bertrand                                     | Inv.  | Segle XV        | Sent Jòrdi                                                       | 44° 02′ 33″ N, 3° 01′ 20″ E / 44.04239°N,3.022327°E  | PA00094158 | Castell de Saint-Geniez de Bertrand · Vegeu més fotos d'aquest monument · Carregueu una nova foto d'aquest monument                                     |
| Església Notre-Dame d'Estables                                          | Inv.  |                 | Sent Laurenç d'Òlt                                               | 44° 26′ 54″ N, 3° 07′ 13″ E / 44.448211°N,3.120152°E | PA12000045 | Església Notre-Dame d'Estables · Modifica el valor a Wikidata · Carregueu una nova foto d'aquest monument                                               |
| Castell de Mélac                                                        | Inv.  |                 | Sent Roma de Sarnon                                              | 44° 00′ 48″ N, 2° 57′ 48″ E / 44.0134°N,2.9634°E     | PA00094256 | Castell de Mélac · Vegeu més fotos d'aquest monument · Carregueu una nova foto d'aquest monument                                                        |
| Casa del segle xv                                                       | Inv.  | segle XV        | Sent Sarnin de Rance place de l'Église                           | 43° 52′ 58″ N, 2° 36′ 09″ E / 43.882719°N,2.602503°E | PA00094167 | Casa del segle xv · Carregueu una nova foto d'aquest monument                                                                                           |
| Maison Malaval                                                          | Inv.  |                 | Sent Sarnin de Rance Rue du Pont de Lincou, Rue du Fort          | 43° 53′ 01″ N, 2° 36′ 10″ E / 43.8837°N,2.6029°E     | PA12000026 | Carregueu una nova foto d'aquest monument |
| Antic hôtel de Ville                                                    | Cat.  |                 | Sent Sarnin de Rance                                             | 43° 52′ 57″ N, 2° 36′ 08″ E / 43.882384°N,2.602243°E | PA00094166 | Antic hôtel de Ville · Vegeu més fotos d'aquest monument · Carregueu una nova foto d'aquest monument                                                    |
| Església                                                                | Cat.  |                 | Sent Sarnin de Rance                                             | 43° 52′ 57″ N, 2° 36′ 09″ E / 43.88237°N,2.602543°E  | PA00094165 | Església · Vegeu més fotos d'aquest monument · Carregueu una nova foto d'aquest monument                                                                |
| Castell d'Auberoques                                                    | Inv.  |                 | Severac del Castèl Auberoques                                    | 44° 20′ 35″ N, 3° 06′ 01″ E / 44.343091°N,3.100375°E | PA00094245 | Castell d'Auberoques · Vegeu més fotos d'aquest monument · Carregueu una nova foto d'aquest monument                                                    |
| Castell d'Engayresque                                                   | Inv.  |                 | Severac del Castèl Engayresque                                   | 44° 16′ 01″ N, 3° 04′ 20″ E / 44.267057°N,3.072138°E | PA00094244 | Castell d'Engayresque · Vegeu més fotos d'aquest monument · Carregueu una nova foto d'aquest monument                                                   |
| Església Saint-Dalmazy                                                  | Cat.  |                 | Severac del Castèl                                               | 44° 18′ 59″ N, 3° 06′ 15″ E / 44.31639°N,3.104239°E  | PA00094187 | Església Saint-Dalmazy · Vegeu més fotos d'aquest monument · Carregueu una nova foto d'aquest monument                                                  |
| Ruïnes del castell                                                      | Cat.  | Segles XIII-XVI | Severac del Castèl                                               | 44° 19′ 23″ N, 3° 04′ 07″ E / 44.323056°N,3.068611°E | PA00094186 | Ruïnes del castell · Vegeu més fotos d'aquest monument · Carregueu una nova foto d'aquest monument                                                      |
| Antiga abadia                                                           | Cat.  |                 | Silvanés                                                         | 43° 50′ 03″ N, 2° 57′ 38″ E / 43.834186°N,2.960514°E | PA00094188 | Antiga abadia · Vegeu més fotos d'aquest monument · Carregueu una nova foto d'aquest monument                                                           |
| Església, antiga catedral                                               | Inv.  |                 | Vabre de l'Abadiá                                                | 43° 56′ 41″ N, 2° 50′ 14″ E / 43.944772°N,2.837141°E | PA00094248 | Església, antiga catedral · Vegeu més fotos d'aquest monument · Carregueu una nova foto d'aquest monument                                               |
| Antic bisbat                                                            | Inv.  | 1718            | Vabre de l'Abadiá                                                | 43° 56′ 43″ N, 2° 50′ 09″ E / 43.945276°N,2.835888°E | PA00094193 | Antic bisbat · Vegeu més fotos d'aquest monument · Carregueu una nova foto d'aquest monument                                                            |
| Priorat de Saint-Jean-de-Balmes                                         | Cat.  |                 | Vairau Saint-Jean-de-Balmes                                      | 44° 10′ 22″ N, 3° 14′ 49″ E / 44.172705°N,3.246913°E | PA00094197 | Priorat de Saint-Jean-de-Balmes · Vegeu més fotos d'aquest monument · Carregueu una nova foto d'aquest monument                                         |
| Monestir Notre-Dame d'Orient                                            | Inv.  | 1657-1675       | La Val e Ròcacesièira                                            | 43° 51′ 13″ N, 2° 37′ 35″ E / 43.8536°N,2.6265°E     | PA00094047 | Monestir Notre-Dame d'Orient · Modifica el valor a Wikidata · Carregueu una nova foto d'aquest monument                                                 |
| Església Saint-Grégoire                                                 | Cat.  |                 | La Vèrnha Saint-Grégoire                                         | 44° 19′ 23″ N, 3° 00′ 45″ E / 44.323021°N,3.012408°E | PA00094049 | Església Saint-Grégoire · Vegeu més fotos d'aquest monument · Carregueu una nova foto d'aquest monument                                                 |
| Església                                                                | Inv.  | Segle XII       | La Vèrnha                                                        | 44° 18′ 31″ N, 3° 00′ 08″ E / 44.3085°N,3.0021°E     | PA00094048 | Església · Modifica el valor a Wikidata · Carregueu una nova foto d'aquest monument                                                                     |
| Antiga església                                                         | Cat.  |                 | Verzòls e La Pèira cementiri de la Pèira                         | 43° 53′ 53″ N, 2° 54′ 38″ E / 43.898081°N,2.910462°E | PA00094196 | Antiga església · Vegeu més fotos d'aquest monument · Carregueu una nova foto d'aquest monument                                                         |
| Castell de Verzòls                                                      | Inv.  | Segles XIV-XVII | Verzòls e La Pèira                                               | 43° 53′ 38″ N, 2° 56′ 41″ E / 43.893992°N,2.944735°E | PA00094195 | Castell de Verzòls · Vegeu més fotos d'aquest monument · Carregueu una nova foto d'aquest monument                                                      |
| Castell de Montalegre                                                   | Inv.  | Segle XIV       | Verzòls e La Pèira                                               | 43° 53′ 35″ N, 2° 56′ 00″ E / 43.893037°N,2.933277°E | PA00094194 | Castell de Montalegre · Vegeu més fotos d'aquest monument · Carregueu una nova foto d'aquest monument                                                   |
| Castell                                                                 | Inv.  | Segle XVII      | Vesinh de Leveson                                                | 44° 16′ 46″ N, 2° 57′ 10″ E / 44.279562°N,2.952897°E | PA00094238 | Castell · Vegeu més fotos d'aquest monument · Carregueu una nova foto d'aquest monument                                                                 |
| Església de Saint-Amans-du-Ram                                          | Cat.  |                 | Vesinh de Leveson                                                | 44° 16′ 03″ N, 2° 55′ 07″ E / 44.267601°N,2.918489°E | PA00094198 | Església de Saint-Amans-du-Ram · Vegeu més fotos d'aquest monument · Carregueu una nova foto d'aquest monument                                          |
| Torre                                                                   | Inv.  | 1430            | Lo Vialar del Pas de Jòus                                        | 43° 57′ 26″ N, 3° 03′ 22″ E / 43.95722°N,3.05611°E   | PA00125562 | Torre · Vegeu més fotos d'aquest monument · Carregueu una nova foto d'aquest monument                                                                   |
| Zona arqueològica del dolmen de Cazarède                                | Inv.  |                 | Lo Vialar de Tarn Cazarède                                       | 44° 04′ 35″ N, 2° 50′ 04″ E / 44.07642°N,2.83443°E   | PA12000010 | Carregueu una nova foto d'aquest monument |
| Casa del segle xiii                                                     | Inv.  |                 | Lo Vialar de Tarn a l'entrada de la vila del Minier              | 44° 04′ 24″ N, 2° 53′ 01″ E / 44.073197°N,2.88374°E  | PA00094199 | Carregueu una nova foto d'aquest monument |